# Pal (La Massana)

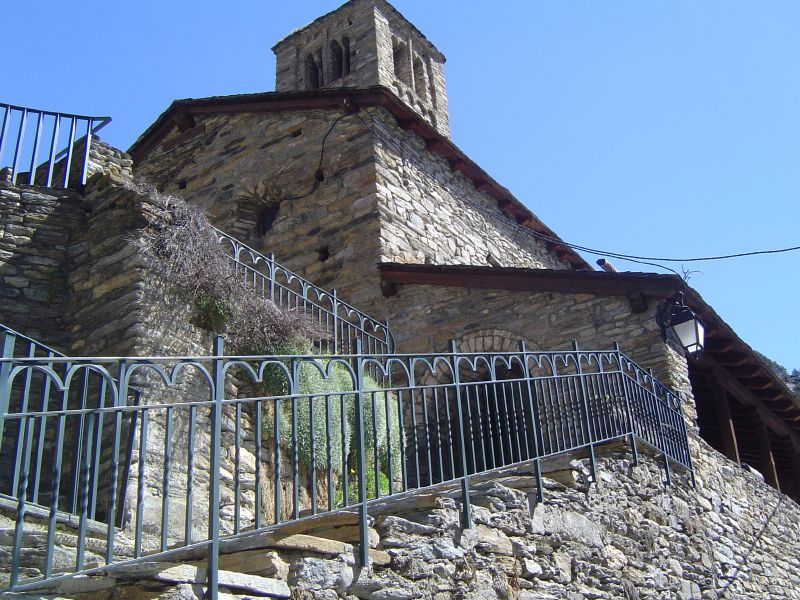
Església de Sant Climent

Pal ist ein Dorf im Fürstentum Andorra, es gehört zum Kirchspiel von La Massana. 2024 hatte der Ort 246 Einwohner.
Pal liegt südlich des Flusses Riu Pal auf 1551 Meter Höhe. Die Dorfkirche Església de Sant Climent stammt aus der romanischen Zeit und hat einen rechteckigen maßwerkverzierten Glockenturm. 
Der Ferienort Pal-Arinsal gehört zum Skigebiet Vallnord, das mit einer Fläche von 1149 Hektar und einer Liftkapazität von rund 48.000 Personen je Stunde eines der größten Skigebiete Andorras ist. Insgesamt 89 km Abfahrtpisten mit 43 mechanischen Liftanlagen, 442 Schneekanonen und 15 Cafés sind im Skigebiet verteilt.